# Horiny
A Horiny (ukránul: Горинь), belaruszul: Hariny (Гарынь) Ukrajna Ternopili területén eredő, 659 kilométer hosszú, 20–80 méter széles folyó, mely Fehéroroszország területén torkollik a Pripjaty folyóba. Ukrajna területén a hossza 579 kilométer. Maximális mélysége eléri a 16 métert. Alsó szakasza hajózható. Legnagyobb mellékfolyója a Szlucs.